# هاگینه

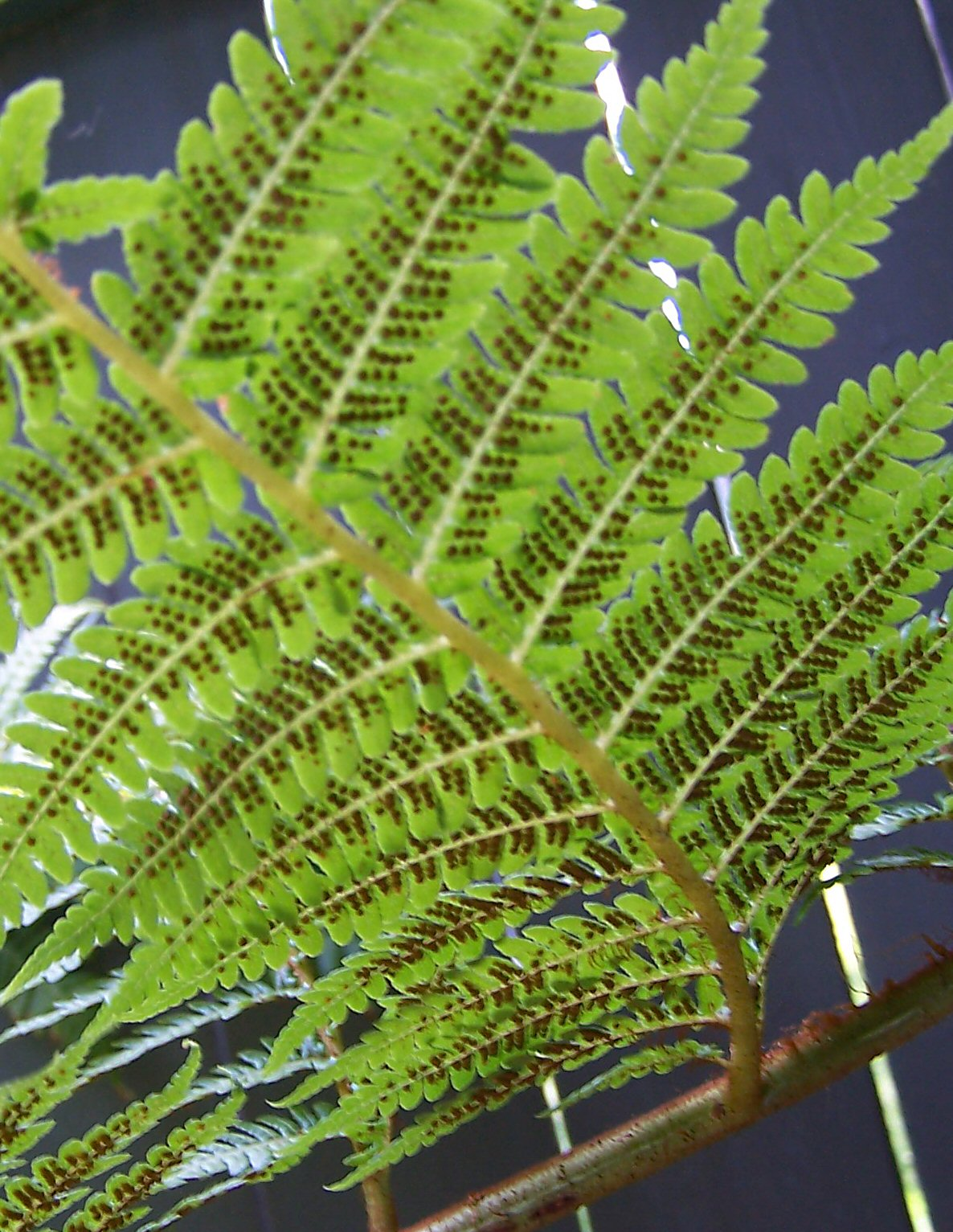
هر کدام از نقطه‌های سیاه در زیر برگ این سرخس، یک هاگینه است.

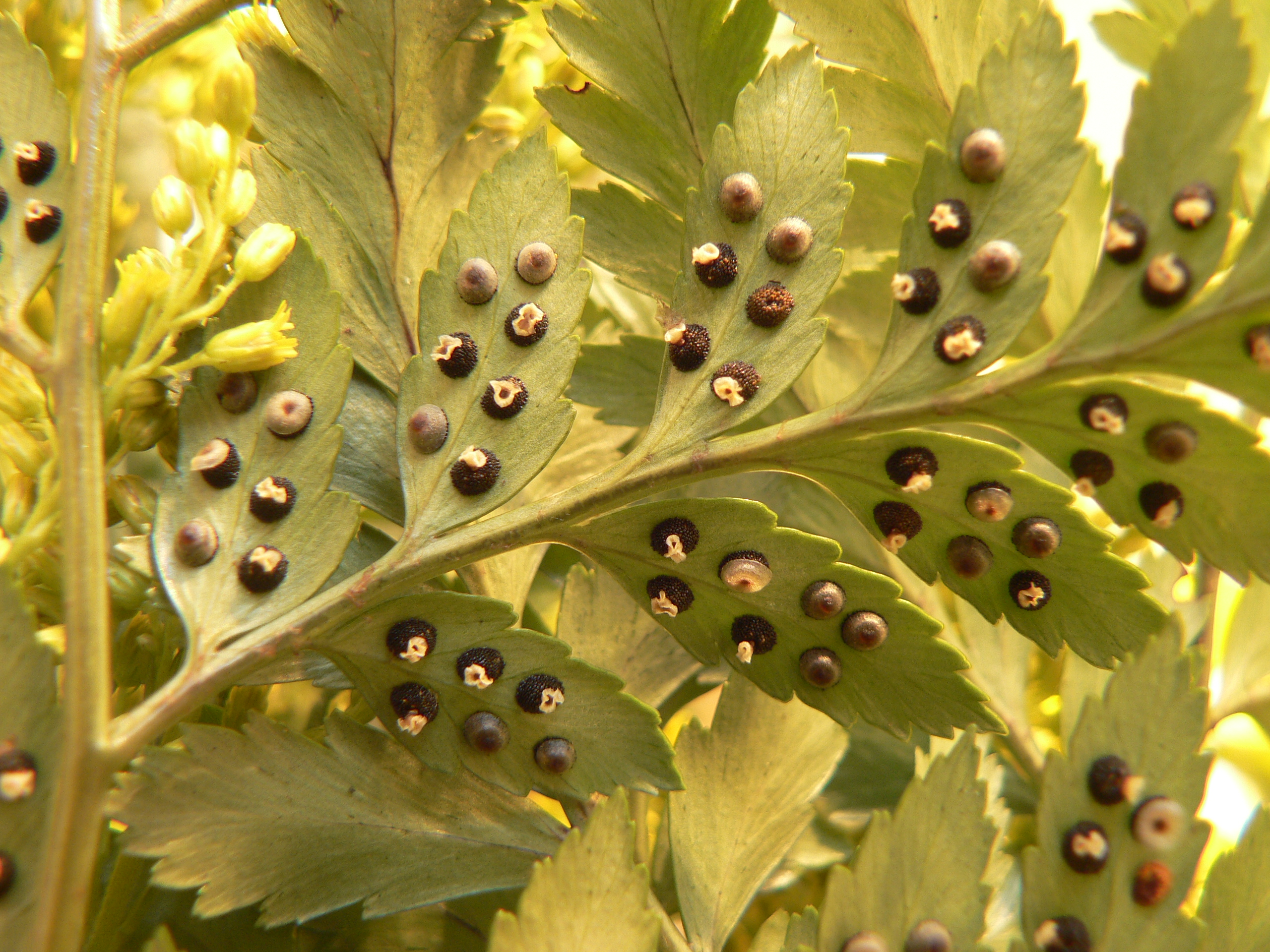
هاگینه‌ها و هاگینه‌پوش‌ها در مراحل گوناگون رشد.

در گیاهان، هاگینه‌ها مجموعه‌ای از هاگدان‌ها هستند.
به خوشه‌ای از هاگدان‌های در سرخس‌ها که در لبه یا زیر برگ‌ساقه‌های بارور گیاه سرخس قرار دارند هاگینه گفته می‌شود.
در بسیاری از گونه‌ها، هاگینه‌ها توسط پوششی چترمانند محافظت می‌شود که هاگینه‌پوش نام دارد.
در برخی از گونه‌های سرخس هاگینه‌ها توسط نقاب نازکی پوشیده و این نقاب (پرده) در زمان شکفتن هاگینه پاره می‌شود. شکل نقاب مذکور کلید تشخیص انواع سرخس است.
در قارچ‌ها و گلسنگ‌ها، هاگینه خوشه‌ای از هاگدان‌ها است که توسط یک لایه بیرونی احاطه شده‌است.

## نگارخانه

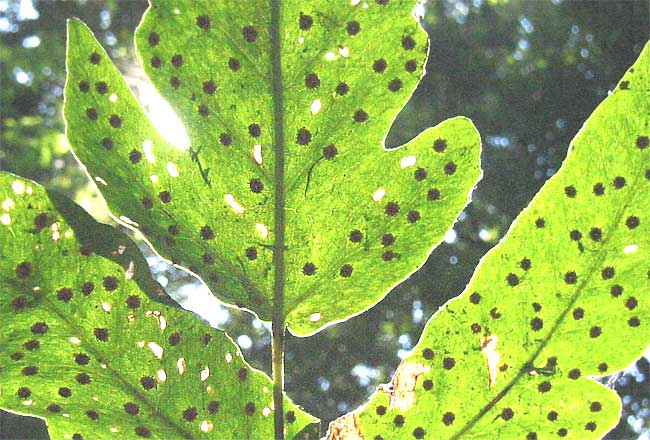
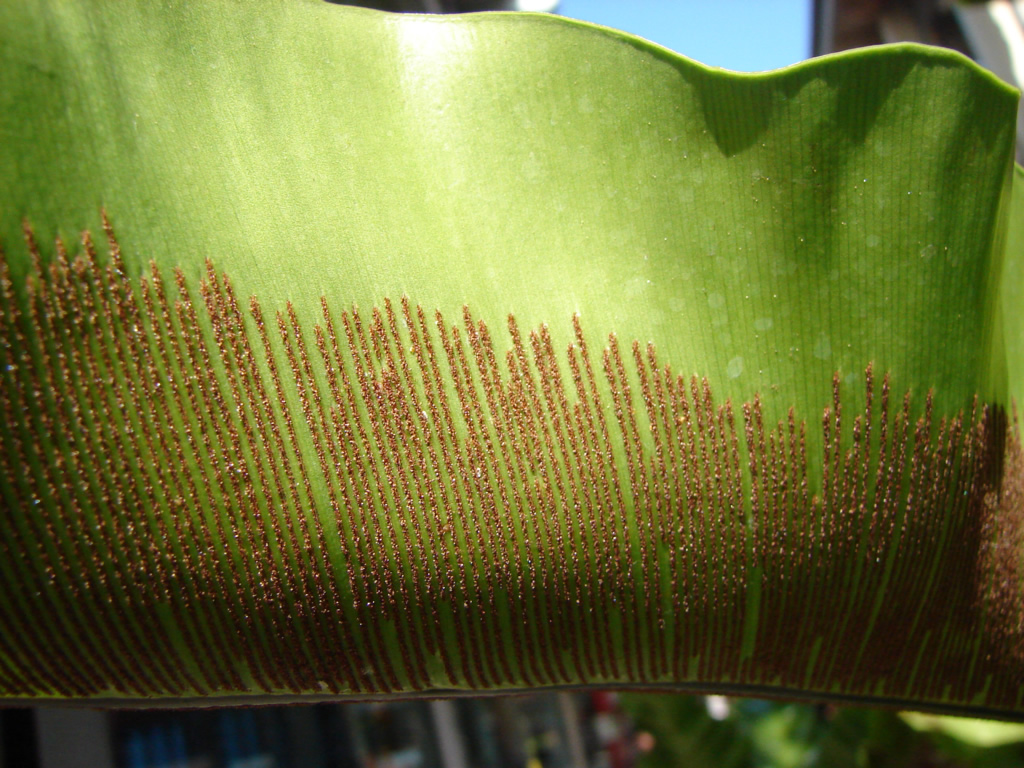
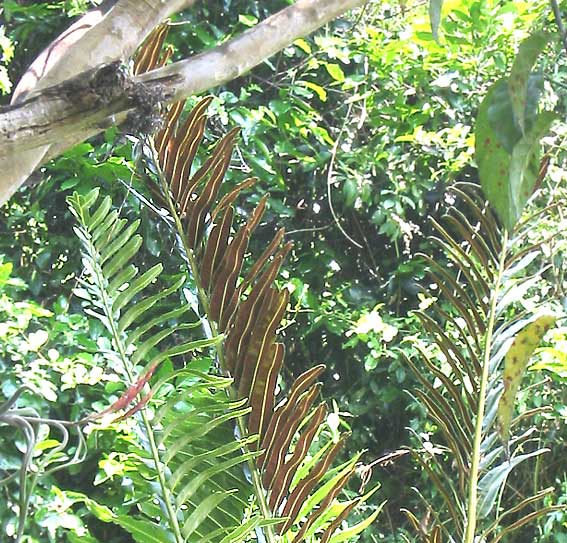
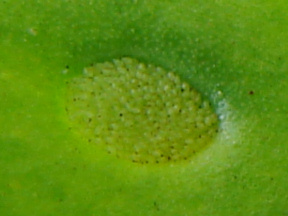
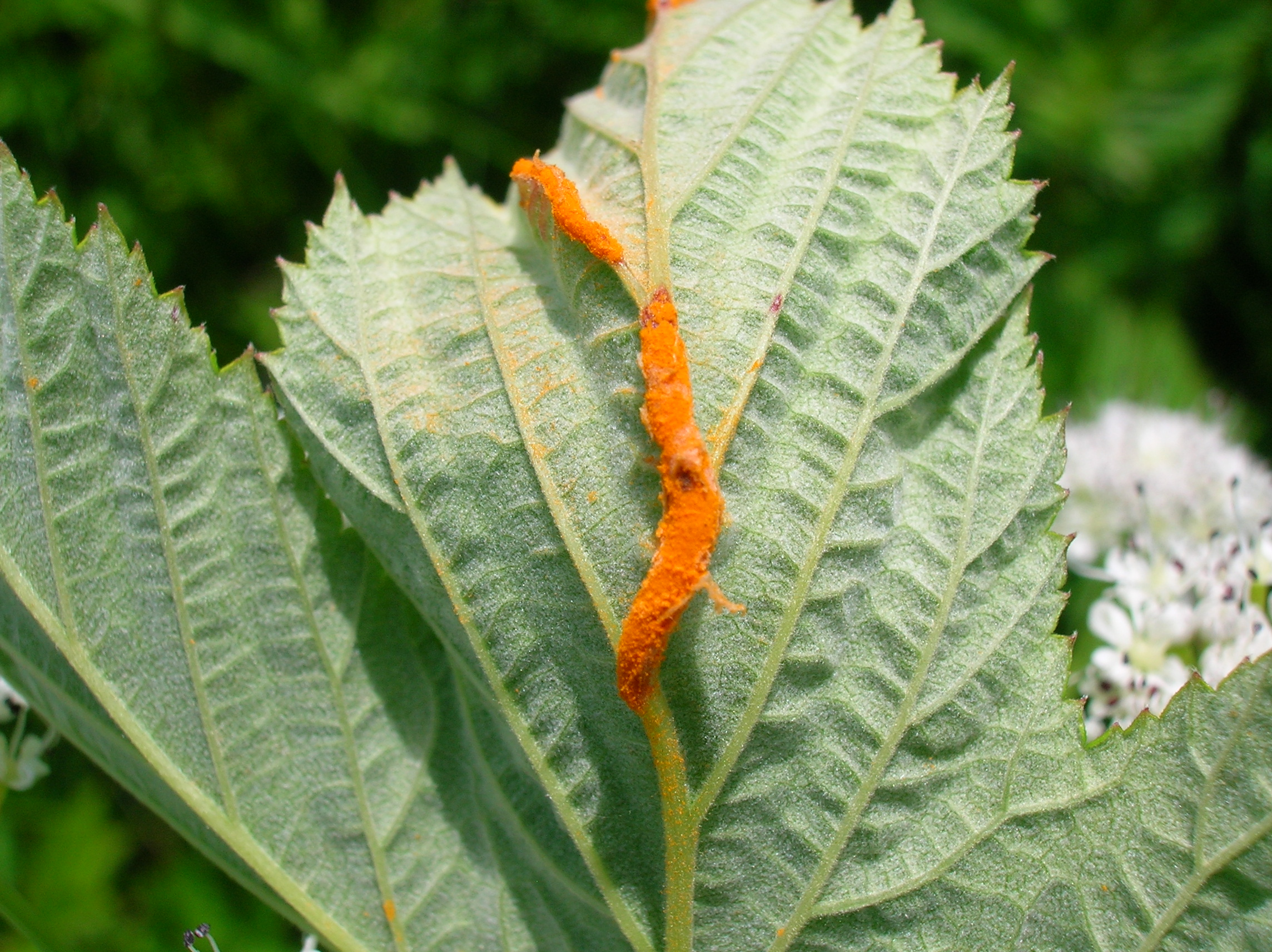
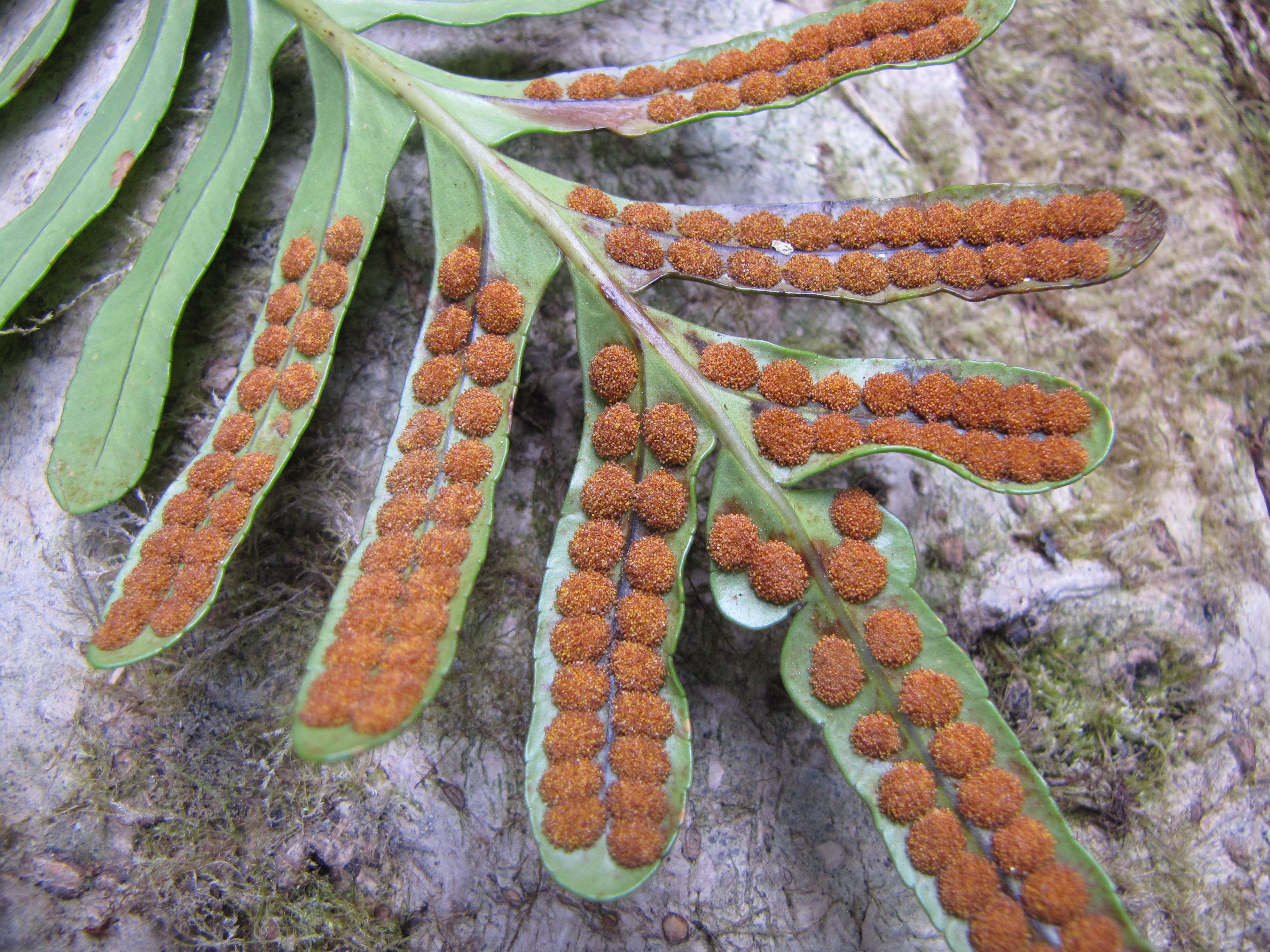
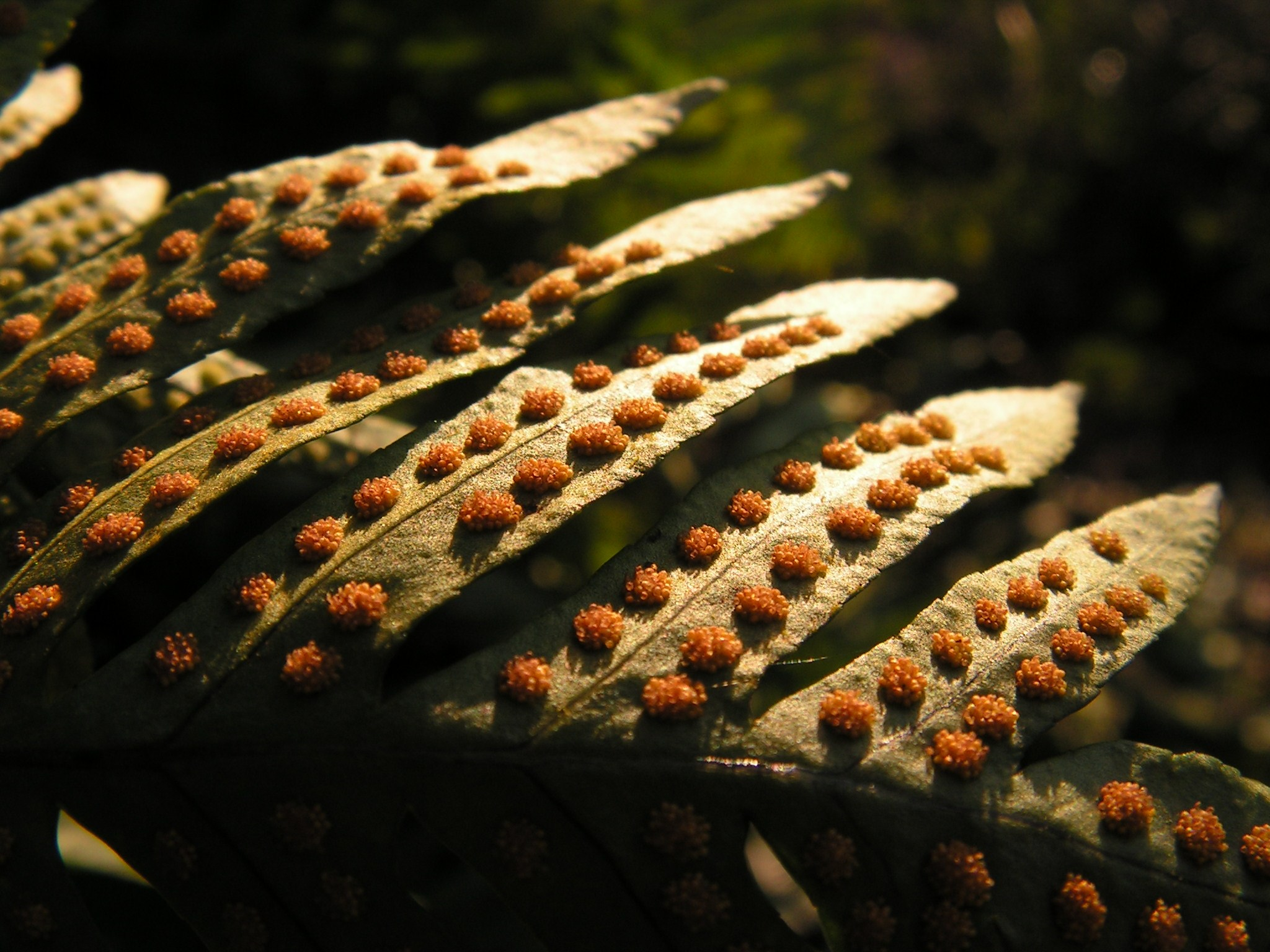